# Jules Künckel d'Herculais
Philippe Alexandre Jules Künckel d'Herculais est un entomologiste français, né le 10 février 1843 à Paris et mort le 22 décembre 1918 à Conflans-Sainte-Honorine.

## Biographie
Il est le neveu du chimiste français, Théophile-Jules Pelouze (1807-1867) et fils de médecin. Il perd son père à l’âge de deux ans. Après son baccalauréat de sciences en 1860, il entre à l’École des mines en 1861. Il préfère, en 1864, suivre des cours moins théoriques au Collège de France, au Muséum national d'histoire naturelle et à la Sorbonne.
Il rencontre alors Émile Blanchard (1819-1900) dont il devient l’élève privé ainsi que son secrétaire particulier.
En 1866, il fait paraître son premier mémoire qui est consacré à l’anatomie des hémiptères.
En 1869, il entre au Muséum national d'histoire naturelle comme aide-naturaliste d’Émile Blanchard à la chaire d’Histoire. Il remplace Alphonse Milne-Edwards (1835-1900) qui devient l’assistant de son père, Henri Milne-Edwards (1800-1885). Il devient l’un des premiers enseignants de l’Institut national d'agronomie créé en 1876 et part étudier les acridiens d’Argentine durant plusieurs années vers 1885. Il étudie également les ravageurs des cultures en Algérie et en Corse.
En 1888 il est élu président de la Société entomologique de France.

## Source
- Philippe Jaussaud & Édouard R. Brygoo (2004). Du Jardin au Muséum en 516 biographies. Muséum national d’histoire naturelle de Paris : 630 p.  (ISBN 2-85653-565-8)